# ローゼンハイム - ザルツブルク線
ローゼンハイム - ザルツブルク線（ローゼンハイム - ザルツブルクせん、ドイツ語: Bahnstrecke Rosenheim–Salzburg）は、ドイツ・バイエルン州のローゼンハイム駅からオーストリア・ザルツブルク州のザルツブルク中央駅を結ぶドイツ鉄道の鉄道路線。路線番号は、ドイツ国内が951、オーストリア国内が200。バイエルン・チロルとオーストリアを結ぶ幹線の一部となっている。

## 沿線概況

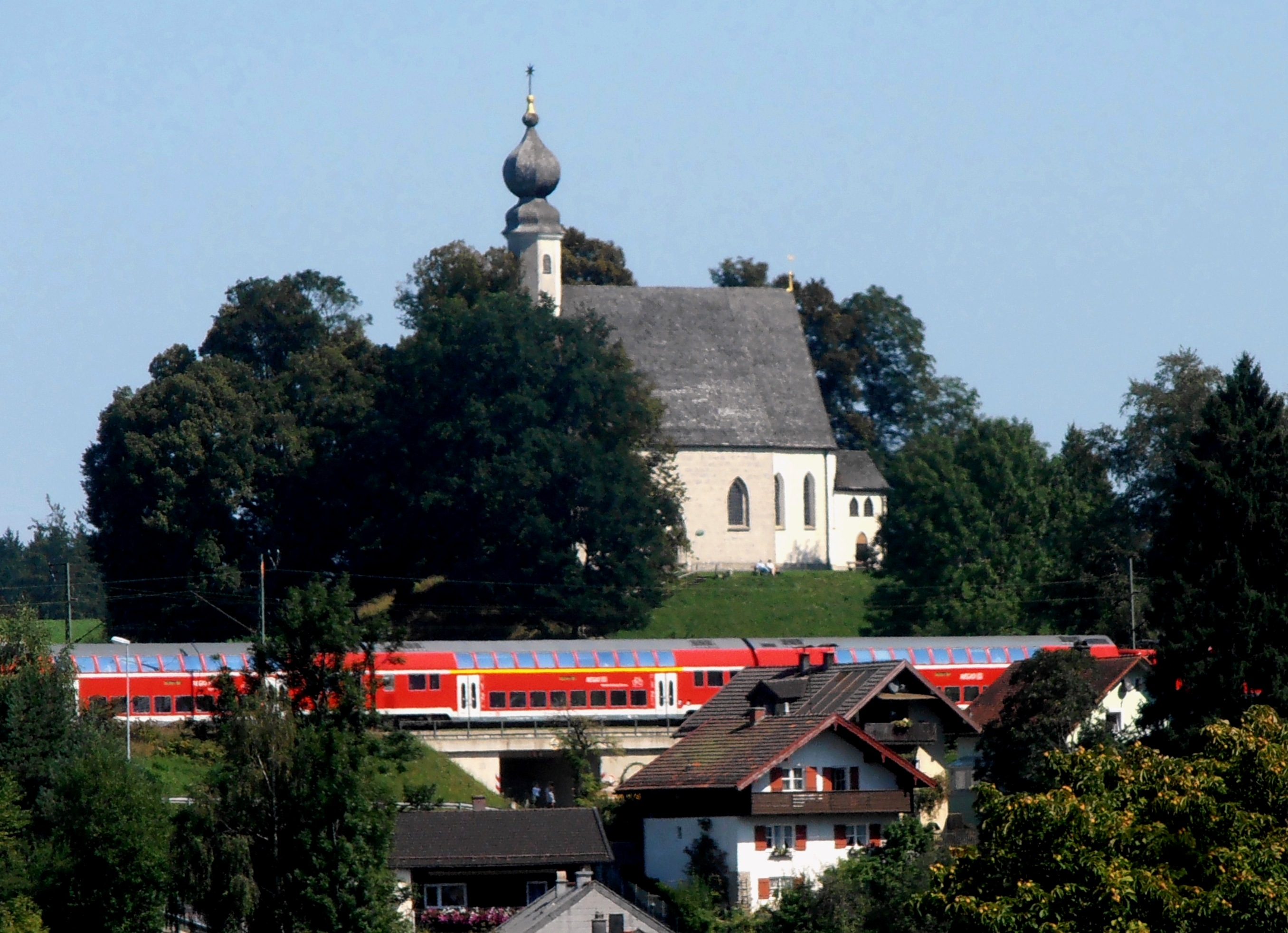
ザンクトヴィトゥスとアンナ教会

列車はローゼンハイム駅を出発すると北東方向に進み、イン川を渡る。かつて停車場だったランドル分岐点でフラスドルフ方向の貨物線が分かれる。その後本線は急傾斜でジムス湖に沿って続く。バート・エンドルフ（オーバーバイ）駅では、2006年に保存鉄道として再開業されたオービング方面の鉄道が分岐する。本線は続けてキーム湖の西側に沿って、プリーン（キーム湖）駅に至る。駅の左側にはキーム湖鉄道、右側にはアシャウ・イム・キームガウ方面のキームガウ線が分岐する。次の停車場はベルナウ駅で、その以後本線は東の方に続く。ユーバーゼー駅では、現在は廃止されたウーバーゼー-マークヴァートシュタイン線が分岐していた。ウーバーゼー駅から出発した列車はチロル・アシェ川を渡って、ベルゲン駅まで1%の勾配を登る。
トラウンシュタイン駅の西側でトラウンシュタイン - ルーポルディング線およびトラウンシュタイン - ガルヒング線と合流する。トラウン川の向こうにはヴァギング方面の支線がフフシュラク分岐点で分かれる。分岐点の前に線路の北側に聖ヴィトゥスとアンナ教会が見える。
フライラッシング駅の寸前にミュルドルフ-フライラッシング線およびフライラッシング - バート・ライヒェンハル線がこの路線と合流する。列車は国境のザーラッハ川を渡り、ザルツブルク都市圏に入る。ヴァルス＝ジーツェンハイム町にはビジネスパーク方面の線路が分岐するリーファリング貨物駅がある。列車は南のタクスハム町、マクスグラン町、ミュリン町と北のレーヘン町、リーファリング町の境界線上に走行し、ザルツァッハ川を渡ってザルツブルク中央駅に至る。

## 歴史

### バイエルン王立鉄道

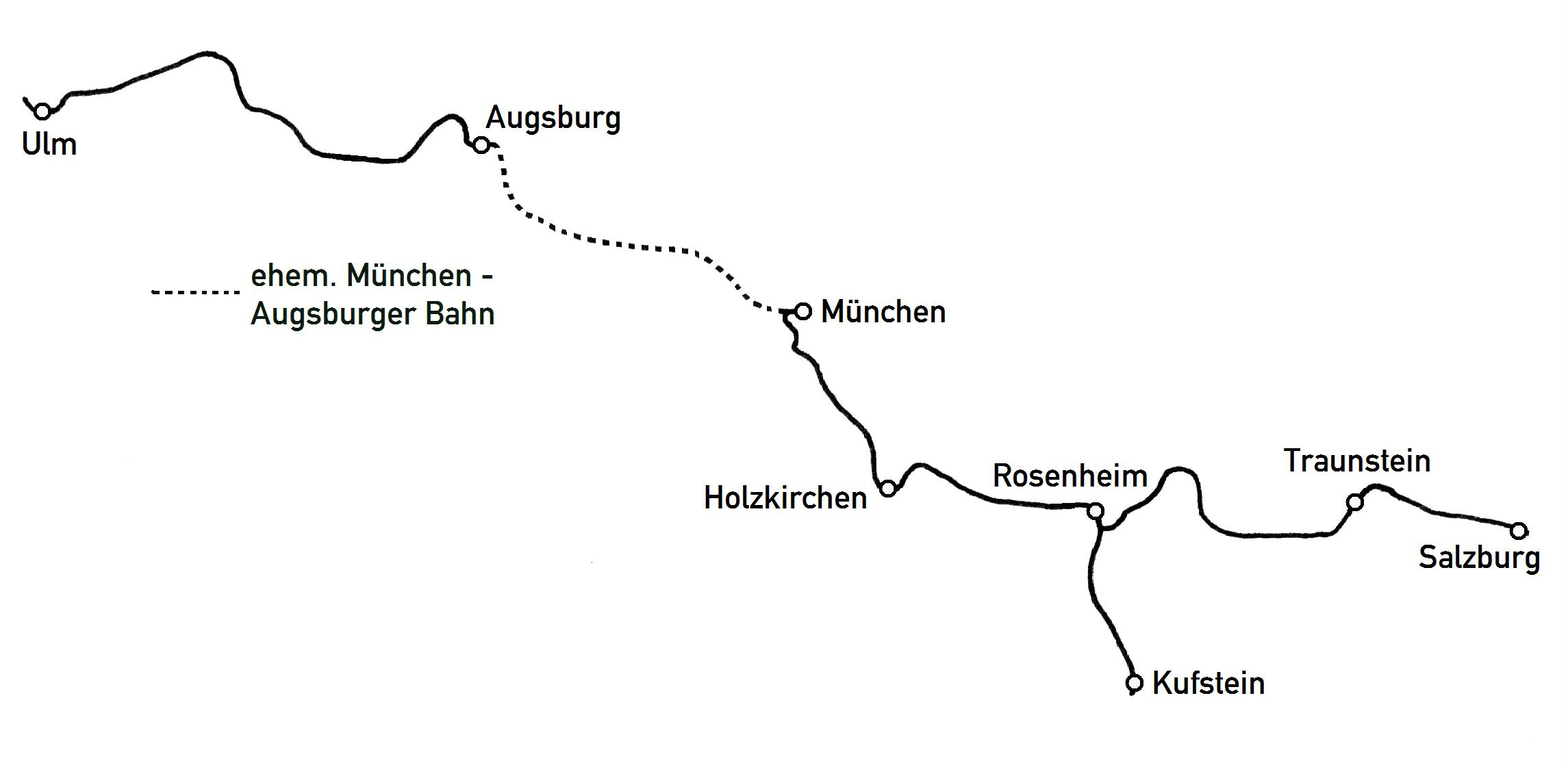
マクシミリアン鉄道の路線図

最初の建設計画は1828年9月既に立案されて、フリードリヒ・リストはギュンツブルク - アウクスブルク - ミュンヘン - オーストリア方面区間などの鉄道線を幹線鉄道網として提案した。1835年銀行家のジモン・フォン・アイヒタール (Simon von Eichtal, 1787~1854) はミュンヘンとザルツブルクを結ぶ鉄道建設を要請した。1836年1月5日アイヒタールの事前調査が始まり、同年4月7日バイエルン政府はオーストリア政府に鉄路建設計画を告げった。しかしアイヒタールは必要な資金を確保するのができなかったため、この計画は1838年取り消された。その後、オーストリアとの交渉は再び進行された。プロジェクトの内容はザルツブルクから鉄道を建設して、ウィーン - トリースト区間の路線と連結することであった。オーストリア帝国はこのプロジェクトに関心を見せなかった。バイエルンでは経済危機のため、ルートヴィヒ1世がルートヴィヒ南北鉄道の開通の前にはオーストリア方面の鉄道建設が不可能であると言明した。1843年8月25日東西鉄道の計画案がやがて提出され、国王はオーストリアとの交渉を許可した。1848年9月10日ヨーゼフ・フォン・マッファイは鉄道の設計、建設、運営は一つの私企業によって行うという計画を提示した。1849年初にミュンヘン - ザルツブルク区間の主要経路は発表された。
1849年8月ミュンヘン・ローゼンハイム・ザルツブルク鉄道組合の設立が計画され、1850年3月9日許可された。1851年6月21日バイエルンとオーストリアの間に条約が結ばれた。この条約によれば、バイエルンはミュンヘン - ローゼンハイム - クーフシュタイン/ザルツブルク区間を1858年3月1日まで完成するべしだった。一方オーストリアはクーフシュタイン - インスブルク区間を1856年3月1日まで、ウィーン・トリースト本線との接続線 (ザルツブルク - ブルク・アン・デア・ムア区間) を1858年3月1日まで完成するべしだった。
ミュンヘン＝ザルツブルク線の建設工事は1851年9月1日ミュンヘン近郊のグロースヘスローへー橋で始まり、この鉄橋は現在ミュンヘン - ホルツキルヒン線に属する。1852年から建設費用の継続的な増加のため、同年5月バイエルンの国家予算で建設を続けることになった。1854年5月オーストリア政府は地形の問題でザルツブルク～ブルク線は予定日まで完成できないと通告した。1856年4月21日開通延期のため新たな契約が締結された。1860年5月7日ローゼンハイム - トラウンシュタイン区間は開通して、残余区間は1860年8月1日完工された。1860年8月12日この路線はオーストリア西部線と連結され、マクシミリアン2世とフランツ・ヨーゼフ1世は完工記念式に参席した。当時ローゼンハイムーザルツブルク区間の総建設費用は1020万4649グルデンであった。

### ドイツ帝国時代の発展
1871年6月1日ミュンヘン - ミュルドルフ - リンツ路線は全通し、ローゼンハイムの経路より相対的に短いため、ウィーン行きの特急列車はミュルドルフを経て走行する予定だった。同年10月ミュンヘン - ローゼンハイム線は開通して、補助機関車はそれ以上必要なくなった。ローゼンハイム駅の交通量は次々増加して、1876年4月19日新しいローゼンハイム駅舎が完工された。
1889年フライラッシング - ザルツブルク区間は最初に複線化され、1895年11月29日この路線には二番目の軌道設置は完了した。列車の通行量がその後飛躍的に上がって、1900年には片道38編の列車がこの路線を通行した。1897年から前にミュルドルフ、ジンバッハを経たオリエント急行列車が運行された。
第1次世界大戦の期間に旅客列車の編成数が制限され、戦争初期から列車は4往復で運用された。この路線はオーストリア或いはバルカン半島と連結され、主に兵力輸送などの軍事目的で使用された。

### ドイツ国営鉄道
1923年この路線の電化計画案は完成されたが、ドイツ国営鉄道には予算がなかった。1927年8月ようやくローセンハイム - フライラッシング間の電車線設置が始まり、1928年4月完了した。同年5月ローゼンハイムに変電所が建設されて、ヴァルヒェン湖発電所の送電線と連結された。トラウンシュタインにも変電所が建設され、ローゼンハイム変電所と連結されている。
第2次世界大戦の期間に列車運行が極端に制限され、主に軍用列車が運用された。1945年の爆撃でザルツブルク駅、ローゼンハイム駅、トラウンシュタイン駅は破壊され、トラウンシュタインでは数百人が命を失った。戦争が終わった直後、この路線はほとんどの区間で、単線で運行可能になった。1945年5月18日アメリカ軍用列車は最初に運行された。1949年までこの路線で列車は最高85 km/hの速度で運行されていた。

### ドイツ連邦鉄道
1952年トラウンシュタイン駅舎が、1954年ローゼンハイムとフライラッシングに駅舎が再び開業された。この駅舎は同じ様式で再建された。1950年代の中半ようやく戦争で破壊された線路が復旧され、平常時の運行は可能になった。
1960年代には信号扱い所は改修された。1963年自動信号ブロックシステム (Selbstblocksystem) はフライラッシング - ザルツブルク区間に導入された。同じ年に継電器方式の信号扱い所はプリーン駅とバート・エンドルフ駅に設置された。1969年7月14日と15日トラウンシュタイン運転指令所 (Spurplanstellwerk) が開通し、ユーバーゼー - トラウンシュタイン、トラウンシュタイン - タイゼンドルフ区間に自動信号ブロクシステムが導入された。1978年12月11日タイゼンドルフ - フライラッシング区間に中央信号ブロックは導入され、運行指令所一個所がSpDrS60形式の制御盤の設置で開通した。1982年1月ローゼンハイム連結線は開通した際に自動信号ブロックシステムが適用された。1985年11月ローゼンハイム - バート・エンドルフ区間の列車保安装置の改良が完了して、当時総費用は470万マルクに逹した。

### ドイツ鉄道
2003年11月19日から23日までローゼンハイムの電子式信号扱い所 (Elektronisches Stellwerk) が運用され、2005年3月2日からミュンヘンから通制を受けることとなった。
2005年ザルツブルク市区間では三線複線の工事が始まり、2013年完了した。目的は既存の線路に軌道を追加して、Sバーン列車に必要な通行量を確保することだった。2006年6月タクスハム・ユーロ公園駅が、2009年12月ミュリン＝旧市街駅とアイグルホーフ駅が開業された。リーファリング駅は2013年12月Sバーン駅として再び開業した。一方ドイツ鉄道とドイツ交通省は2013年2月国境線 - フライラッシング区間の三線複線改修と国境線のザーラッハ川の第二橋梁新設に関する財務契約を締結した。ドイツ側の1.6 km区間の工事は2012年始まり、2017年完了した。フライラッシング駅ではSバーン列車用乗降場が改めて設置された。ドイツ側のプロジェクト費用はおよそ6000万ユーロであった。

### 年表
- 1851年6月21日 バイエルンとオーストリアの間に条約締結。
- 1860年
  - 5月7日 バイエルン・マクシミリアン東部線ローゼンハイム-トラウンシュタイン間(53.3 km)開業。
  - 8月1日 バイエルン・マクシミリアン東部線トラウンシュタイン駅-ザルツブルクの国境線(29.5 km)開業。
- 1860年8月12日 エリーサベト皇后鉄道リンツ駅-ザルツブルク駅~ザルツブルクの国境線開業。
- 1876年4月19日 ローゼンハイム新駅舎完工。
- 1889年 フライラッシング-ザルツブルク間複線化完了。
- 1894年8月1日 ローゼンハイム-エンドルフ間複線化完了。
- 1894年~1895年年末年始 エンドルフ~プリーン間複線化完了。
- 1895年
  - 10月1日 プリーン-トラウンシュタイン間複線化完了。
  - 10月15日 クロッテンミュル駅開業。
  - 11月29日 トラウンシュタイン-フライラッシング間複線化完了。
- 1928年
  - 3月21日 ローゼンハイム-トラウンシュタイン間電化。
  - 4月19日 トラウンシュタイン-フライラッシング間電化。
  - 5月5日 ローゼンハイムに変電所が設置される。
- 1935年 ジムスゼー駅が夏季の臨時駅として開業。
- 1943年6月1日 ザルツブルク・リーファーリング駅開業。この駅は戦時のみ運営される。
- 1949年
  - 5月15日 ジムスゼー駅が普通の停車場に転換される。
  - 10月2日 ザルツブルク・リーファーリング駅廃止。貨物駅として運営される。
- 1956年 ジムスゼー駅がまた夏季の臨時駅に戻る。
- 1965年 ジムスゼー駅の営業は7月と8月の週末のみになる。
- 1967年8月28日 ジムスゼー駅廃止。
- 1981年5月31日 シュテファンスキルヒェン駅の旅客営業中止。クロッテンミュル駅廃止。
- 1982年5月23日 リュクシュテッテン駅廃止。
- 1985年11月25日 シュテファンスキルヒェン駅の貨物営業中止によって完全廃止。
- 1992年5月31日 ベアナウ（オーバーバイエルン）駅をベアナウ (キーム湖) 駅と改称。
- 2009年12月13日 ザルツブルク・アイグルホフ駅、ミュリン＝旧市街駅開業。
- 2013年12月15日 ザルツブルク・リーファリング駅がSバーン駅として再開業。

## 運行形態
地域輸送の場合、ローゼンハイム - ベアナウ (キーム湖) 区間はローゼンハイム郡に属して、ミュンヘン運輸運賃連合 (Münchner Verkehrs- und Tarifverbund, MVV) が公共交通機関として運賃制を運用する。タイゼンドルフ - ザルツブルク区間はザルツブルク運輸連合 (Salzburger Verkehrsverbund、SVV) の料金システムの適用区間である。

### 寝台特急「ナイトジェット(NJ)」
下記4系統が、それぞれ一日1往復ずつ運行されている。2017年末に、それまでの種別ユーロシティ(EC)から変更となった。
- ミュンヘン - ザルツブルク - ブダペスト　（カルマン・イムレ号）
- ミュンヘン - ザルツブルク - ザグレブ/リイェカ/ベネチア　（リシンスキ号）
上記2列車が併結されて運行されている。ローゼンハイム以西は950号線、ザルツブルク以東はカルマンイムレ号が101号線に、リシンスキ号が200号線に直通する。

- ミュンヘン - ザルツブルク - ローマ/ミラノ
ローゼンハイム以西は950号線に、ザルツブルク以東はオーストリア国鉄200号線に直通する。2016年末に運行を開始した。

- チューリヒ - ザルツブルク - ウィーン/プラハ
ローゼンハイム以南は950号線に、ザルツブルク以東は101号線に直通する。なお、2016年末に運行を開始したプラハ方面の車両は、ザルツブルクで切り離され、ザルツブルク - リンツ間はカルマン・イムレ号に併結される。

- ブレゲンツ - ザルツブルク - ウィーン
ローゼンハイム以南は950号線に、ザルツブルク以東は101号線に直通する。

### 超特急「レイルジェット(RJ)」
下記2系統が運行されている。
- ミュンヘン - ザルツブルク - ブダペスト
2時間に1本の運行。ローゼンハイム以西は950号線に、ザルツブルク以東は101号線に直通する。
- チューリヒ/ブレゲンツ/インスブルック - ザルツブルク - ウィーン
1時間に1本の運行。ローゼンハイム以南は950号線に、ザルツブルク以東は101号線に直通する。

### 特急「ユーロシティ(EC)」
2時間に1本の運行。ルール地方/フランクフルト - ローゼンハイム - ザルツブルク - クラーゲンフルト/グラーツ間に運行されている。ローゼンハイム以西は950号線に、ザルツブルク以東は200号線に直通する。

### 特急「インターシティ(IC)」
下記3つの系統に分かれる。
- ハンブルク - ローゼンハイム - フライラッシンク - ベアヒテスガデン　（ケーニヒセー号）
一日1往復の運行。ローゼンハイム以西は950号線に、フライラッシンク以東は954号線に直通する。

- ベルリン/カールスルーエ/フランクフルト - ローゼンハイム - ザルツブルク
一日1.5往復の運行。ローゼンハイム以西は950号線に直通する。

- ブレゲンツ - ザルツブルク - ウィーン
一日1往復の運行。オーストリアの国内特急の扱いで、ドイツ国内の駅は全て通過する。ローゼンハイム以南は950号線に、ザルツブルク以東は101号線に直通する。

### 快速「メリディアン(M)」
ミュンヘン - ローゼンハイム - ザルツブルク間に、1時間に1本運行されている。ローゼンハイム～フライラッシンク間は各駅に停車し、事実上951号線のローカル列車として機能している。

### 快速「レギオナルエクスプレス(REX)」
- REX21系統：　タクスハム・オイロパーク - ザルツブルク - ブラウナウ
1時間に1本運行するのが基本。休日は2時間に1本の運行となる。ザルツブルク以東は190号線に直通する。
2018 - 22年度は、大部分がフライラッシングまで乗り入れていた。リーフェリングは通過していた。

- フライラッシング - ザルツブルク - リンツ　【平日・土曜運行】
一日1往復の運行。土曜日は西行のみが運行する。ザルツブルク以東は101号線に直通する。ザルツブルク以西は各駅停車。

### 快速「レギオナルバーン(RB)」
下記2系統が運行している。
- ランツフト - フライラッシンク - ザルツブルク
2～4時間に1本運行している。フライラッシンク以北は945号線に直通している。

- R3系統：　ゴリング → ザルツブルク → フライラッシング　【平日運行】
一日あたり、片道1本のみの運行。各駅に停車する。
2020年末に運行を開始した。

- 過去の運行系統

### 普通「Sバーン(S)」
- フライラッシンク - ザルツブルク - シュトラスヴァルヘン (S2系統)
一時間に1本の運行。ザルツブルク以東は101号線に直通する。2017年末に運行を開始した。
- バト・ライヒェンハル - フライラッシンク - ザルツブルク - シュヴァルツァハ (S3系統)
一時間に1本運行している。フライラッシンク以西は954号線に、ザルツブルク以東は200号線に直通する。なお、平日はこれにフライラッシンク - ザルツブルク - ゴリンク間の区間便が1時間間隔で運行され、この区間は両者合わせて30分間隔で運行されている。

## 駅一覧
- 種別
  - EN：寝台特急「ユーロナイト」
  - EC：特急「ユーロシティ」
  - IC：特急「インターシティ」
  - REX：快速「レギオナルエクスプレス」
  - R：普通「レギオナルツーク」
  - S：普通「Sバーン」
- 停車駅
  - ■印：全列車停車
  - ●印：一部通過
  - ☆印：半数停車
  - ○印：一部停車
  - ｜印：全列車通過

| 路線名 | 駅名                             | 駅間営業キロ | 累計営業キロ | NJ | RJ | EC | IC | M  | REX | RB | S | 接続路線 | 所在地               | 所在地                       |
| ------ | -------------------------------- | ------------ | ------------ | -- | -- | -- | -- | -- | --- | -- | - | --- | -------------------- | ---------------------------- |
| 951    | ローゼンハイム駅                 | -            | 0.0          | ■  | ○  | ■  | ■  | ■  |     |    |   | 944号線（ミュールドルフ方面） 950号線（ヴェローナ/フェルトキルヒ方面、ミュンヘン方面） 958号線（ホルツキルヒェン方面） | オーバーバイエルン県 | ローゼンハイム市             |
| 951    | バト・エンドルフ駅               | 16.7         | 16.7         | ｜ | ｜ | ○  | ■  | ■  |     |    |   | 12951号線（オービンク方面）                                                                                            | オーバーバイエルン県 | ローゼンハイム郡             |
| 951    | プリーン・アム・キームゼー駅     | 8.3          | 25.0         | ｜ | ○  | ■  | ■  | ■  |     |    |   | 952号線（アシャウ方面）                                                                                                | オーバーバイエルン県 | ローゼンハイム郡             |
| 951    | ベアナウ・アム・キームゼー駅     | 5.2          | 30.2         | ｜ | ｜ | ｜ | ｜ | ■  |     |    |   | | オーバーバイエルン県 | ローゼンハイム郡             |
| 951    | ウーバーゼー駅                   | 8.1          | 38.3         | ｜ | ｜ | ｜ | ○  | ■  |     |    |   | | オーバーバイエルン県 | トラウンシュタイン郡         |
| 951    | ベルゲン（オーバーバイ）駅       | 8.3          | 46.6         | ｜ | ｜ | ｜ | ｜ | ■  |     |    |   | | オーバーバイエルン県 | トラウンシュタイン郡         |
| 951    | トラウンシュタイン駅             | 6.7          | 53.3         | ｜ | ○  | ■  | ■  | ■  |     |    |   | 947号線（ガーヒンク方面）、953号線（ルーポルディンク方面）                                                             | オーバーバイエルン県 | トラウンシュタイン郡         |
| 951    | タイゼンドルフ駅                 | 16.5         | 69.8         | ｜ | ｜ | ｜ | ｜ | ■  |     |    |   | | オーバーバイエルン県 | ベルヒテスガデナー・ラント郡 |
| 951    | フライラッシンク駅               | 11.9         | 81.7         | ｜ | ○  | ■  | ■  | ■  | ■   | ■  | ■ | 945号線（ランツフト方面）、954号線（バト・ライヒェンハル方面）                                                         | オーバーバイエルン県 | ベルヒテスガデナー・ラント郡 |
| 200    | リーフェリンク駅                 | 1.6          | 83.3         | ｜ | ｜ | ｜ | ｜ | ｜ | ○   | ■  | ■ | | ザルツブルク州       | ザルツブルク市               |
| 200    | タクスハム・オイロパーク駅       | 1.9          | 85.2         | ｜ | ｜ | ｜ | ｜ | ｜ | ■   | ■  | ■ | | ザルツブルク州       | ザルツブルク市               |
| 200    | アイグルホフ駅                   | 1.5          | 86.7         | ｜ | ｜ | ｜ | ｜ | ｜ | ○   | ○  | ■ | | ザルツブルク州       | ザルツブルク市               |
| 200    | ザルツブルク・ミュルン・旧市街駅 | 0.6          | 87.3         | ｜ | ｜ | ｜ | ｜ | ｜ | ■   | ■  | ■ | | ザルツブルク州       | ザルツブルク市               |
| 200    | ザルツブルク中央駅               | 1.3          | 88.6         | ■  | ■  | ■  | ■  | ■  | ■   | ■  | ■ | オーストリア国鉄 101号線（ウィーン方面）、200号線（シュヴァルツァハ方面） 210号線（ランプレヒツハウゼン方面）          | ザルツブルク州       | ザルツブルク市               |